# Puchar Świata w skokach narciarskich w Sankt Moritz
Puchar Świata w skokach narciarskich w Sankt Moritz odbywał się z przerwami od sezonu 1979/1980 do sezonu 1989/1990. Zawody na skoczni olimpijskiej były pierwszymi zawodami w Turnieju Szwajcarskim (wyjątkiem jest sezon 1981/1982). Na Olympiaschanze zaplanowano osiem konkursów i wszystkie odbyły się zgodnie z planem.

## Podium poszczególnych konkursów PŚ w Sankt Moritz
| Lp | Data             | Skocznia       | K   | Uwagi | 1 miejsce     | 2 miejsce      | 3 miejsce       |
| -- | ---------------- | -------------- | --- | ----- | ------------- | -------------- | --------------- |
| 1. | 27 lutego 1980   | Olympiaschanze | K94 | TS    | Roger Ruud    | Johan Sætre    | Robert Mösching |
| 2. | 21 stycznia 1981 | Olympiaschanze | K94 | TS    | Hubert Neuper | Roger Ruud     | Armin Kogler    |
| 3. | 27 stycznia 1982 | Olympiaschanze | K94 |       | Armin Kogler  | Josef Samek    | Hansjörg Sumi   |
| 4. | 26 stycznia 1983 | Olympiaschanze | K94 | TS    | Horst Bulau   | Per Bergerud   | Pentti Kokkonen |
| 5. | 13 lutego 1985   | Olympiaschanze | K94 | TS    | Ernst Vettori | Matti Nykänen  | Jens Weißflog   |
| 6. | 19 lutego 1986   | Olympiaschanze | K94 | TS    | Rolf Åge Berg | Andreas Felder | Miran Tepeš     |
| 7. | 20 stycznia 1988 | Olympiaschanze | K94 | TS    | Matti Nykänen | Erik Johnsen   | Remo Lederer    |
| 8. | 7 lutego 1990    | Olympiaschanze | K94 | TS    | František Jež | Heinz Kuttin   | Ernst Vettori   |